# Bouxières-aux-Chênes
Bouxières-aux-Chênes település Franciaországban, Meurthe-et-Moselle megyében. Lakosainak száma 1412 fő (2022. január 1.). Bouxières-aux-Chênes Amance, Bey-sur-Seille, Dommartin-sous-Amance, Eulmont, Faulx, Laître-sous-Amance, Lanfroicourt, Leyr és Montenoy községekkel határos.

## Népesség
A település népességének változása:
| Lakosok száma | 780  | 1293 | 1284 | 1373 | 1429 | 1424 | 1422 | 1417 | 1406 | 1412 |
|               | 1968 | 1982 | 1990 | 2006 | 2013 | 2015 | 2017 | 2019 | 2020 | 2022 |